# 水井泰子
水井 泰子（みずい やすこ、1975年9月19日 - ）は、日本の元バドミントン選手、現性：須賀。夫は、法政大学バドミントン部総監督の須賀隆弘、姉はバドミントン選手の水井妃佐子。

## 来歴
奈良県大和高田市出身。姉である妃佐子の影響でバドミントンを始める。姉と同じ四條畷学園中学校・高等学校に進学。中学校時代は全国中学校バドミントン大会で3年連続出場して1990年、中学校3年次では女子シングルスで優勝を果たしている。
四條畷高校進学後は全国高等学校総合体育大会に3年連続出場し、高校1年（1991年）、高校2年（1992年）と女子シングルスで2年優勝、高校3年（1993年）も決勝に進出したが、中山智香子（当時・旭川実業高等学校）に敗れて3連覇を逃している。また1993年には全日本総合バドミントン選手権大会に出場、高校生ながら決勝まで勝ち進み、優勝を賭けた決勝では姉の妃佐子との姉妹対決となり姉に2-0で敗れたものの、準優勝を果たしている。
四條畷高校卒業後は姉と同じフジチューに入社し、バドミントン部に所属。1996年のアトランタオリンピックに姉と共に出場し、女子シングルスで3回戦敗退している。その後、フジチューからNTT東日本に移籍。1999年の第53回全日本総合バドミントン選手権大会では女子シングルスにて優勝。
2000年にはシドニーオリンピックに出場、女子シングルスで日本選手初となるベスト8進出を果たした。
シドニーオリンピック後に現役を引退。2001年4月8日、ヨネックスオープンジャパン（国立代々木第二体育館）の最終日に引退式を執り行った。
引退後に、同じNTT東日本バドミントン男子部の選手だった、須賀隆弘と結婚。

## 主な成績
| 年   | 大会                   | 種目           | 成績 | Name                  |
| ---- | ---------------------- | -------------- | ---- | --------------------- |
| 1993 | 全日本総合             | 女子シングルス | 2    | 水井泰子              |
| 1996 | アトランタオリンピック | 女子シングルス | 9    | 水井泰子              |
| 1997 | 台湾オープン           | 女子ダブルス   | 3    | 水井妃佐子 / 水井泰子 |
| 1999 | 全日本総合             | 女子シングルス | 1    | 水井泰子              |
| 2000 | シドニーオリンピック   | 女子シングルス | 5    | 水井泰子              |